# Tyriobapta kuekenthali
Tyriobapta kuekenthali är en trollsländeart som först beskrevs av Karsch 1900.  Tyriobapta kuekenthali ingår i släktet Tyriobapta och familjen segeltrollsländor. Inga underarter finns listade i Catalogue of Life.